# Myrmecoris gracilis

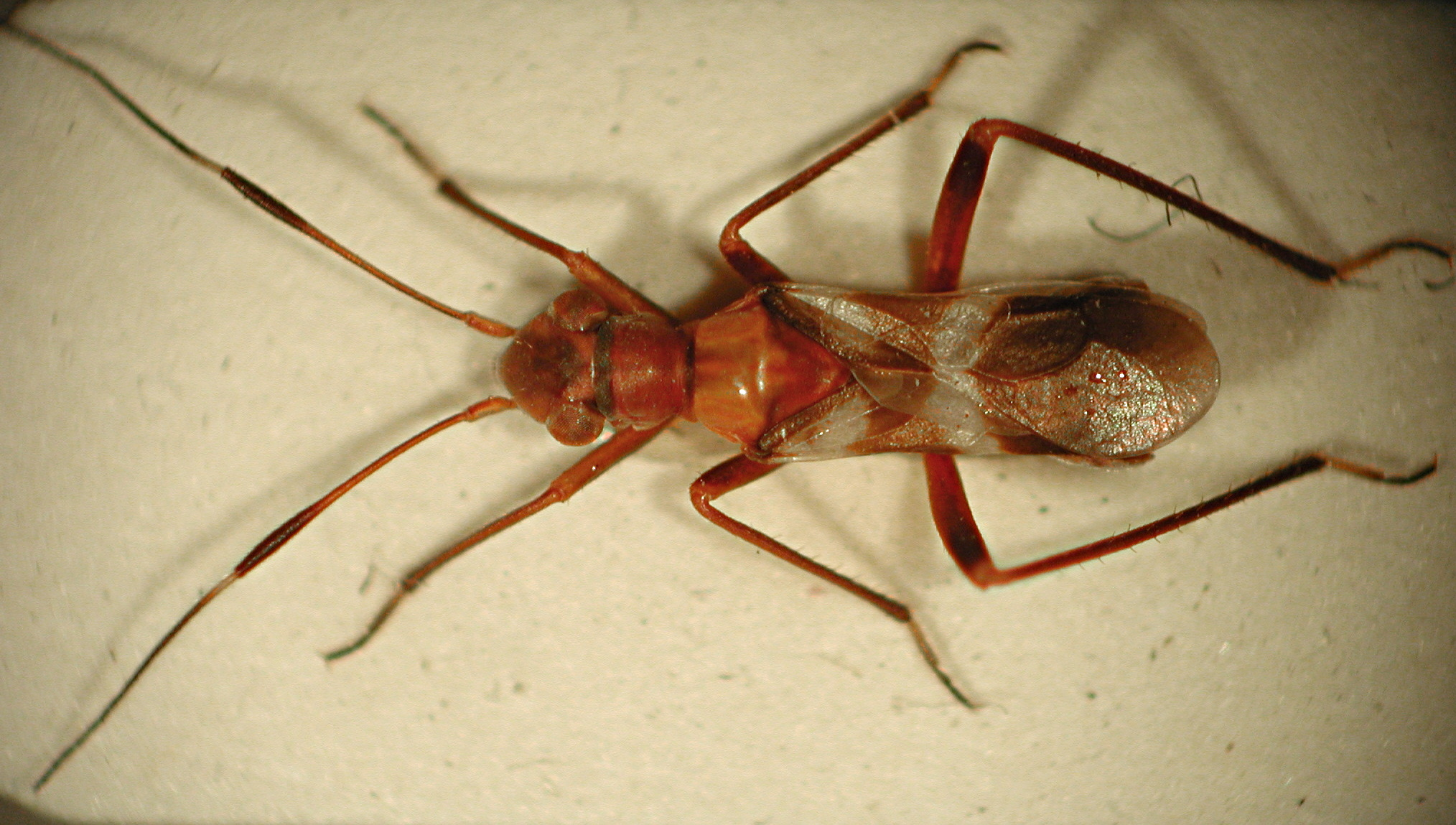
Myrmecoris gracilis

Myrmecoris gracilis, auch als Ameisenwanze und Zierliche Ameisenweichwanze genannt, ist eine Wanzenart aus der Familie der Weichwanzen (Miridae). Die Gattung Myrmecoris ist monotypisch mit nur einer paläarktisch verbreiteten Art von ameisenähnlicher Gestalt. Sie weicht in ihrem äußeren Erscheinungsbild und ihrer Lebensweise stark von den übrigen Vertretern der gemeinhin als „Graswanzen“ bezeichneten Gruppe der Stenodemini ab.

## Verbreitung und Lebensraum
Das Verbreitungsgebiet von Myrmecoris gracilis umfasst das ganze nördliche und mittlere Europa sowie den Westen des nördlichen Mittelmeerraumes. Nach Osten ist sie bis Sibirien, China und Korea verbreitet. Die Wanze lebt an trocken-warmen bis mäßig feuchten, grasreichen Offenstandorten. Die erwachsenen Tiere können bei kühl-feuchter Witterung auf dem Boden herumlaufend oder an Gräsern und Kräutern hochkletternd beobachtet werden.

## Merkmale und Lebensweise
Die Wanzen werden vier bis sechs Millimeter lang. Die erwachsenen Insekten ähneln Ameisen der Gattung Formica, die Larven dunklen Lasius-Arten. Sie werden häufig gemeinsam mit Ameisen angetroffen, eine unmittelbare Beziehung zu dieser Tiergruppe besteht aber offenbar nicht. Ameisenwanzen ernähren sich zoophytophag, das heißt sowohl von Pflanzensäften als auch von anderen Insekten.  Zu ihrem bevorzugten Beutespektrum gehören vor allem Blattläuse, aber auch anderen kleine Arthropoden und deren Eier; gelegentlich nehmen sie Honigtau zu sich. Ihre Ernährungsweise steht damit im Gegensatz zu der von „Graswanzen“ (Stenodemini), die reine Phytophage sind. Larven von Ameisenwanzen schlüpfen im Mai, die erwachsenen Tiere sind dann von Anfang Juni bis Anfang August zu finden. Beide Geschlechter sind meist kurzflüglig (brachypter), selten treten langflüglige (makroptere) Individuen auf. Ameisenwanzen bilden eine Generation pro Jahr aus. Die Eier werden von den Weibchen in älteren Grashalmen versenkt und überwintern dort.